# NGC 1065
NGC 1065 is een elliptisch sterrenstelsel in het sterrenbeeld Walvis. Het hemelobject werd op 20 september 1886 ontdekt door de Amerikaanse astronoom Lewis A. Swift.

## Synoniemen
- PGC 10228
- MCG -3-7-59
- NPM1G -15.0142